# Snookersäsongen 1995/1996
Snookersäsongen 1995/1996 behandlar säsongen för de professionella spelarna i snooker.

## Nyheter
Denna säsong spelades inte mindre än tio rankingturneringar, fler har det aldrig spelats under en säsong. Det var en mer än säsongen innan, turneringen som tillkom var German Open. I samband med detta flyttades turneringen European Open, både geografiskt och tidsmässigt. Dels flyttades den från hösten till våren, och från att ha spelats i norra Europa (Belgien, Nederländerna och Frankrike) flyttades den till Malta, som alltså nu fick två tävlingar på proffstouren. Sedan säsongen 1994/95 spelades ju även Malta Grand Prix här. Anledningen var förstås att maltaspelaren Tony Drago stod på toppen av sin karriär.
Ytterligare en förändring var att tävlingen Dubai Duty Free Classic flyttade från Dubai till Thailand. 

## Tävlingskalendern
| Inbjudningsturneringar |
| Rankingturneringar     |

| År   | Datum            | Turnering                    | Plats                    | Vinnare           | Finalist          | Resultat |
| ---- | ---------------- | ---------------------------- | ------------------------ | ----------------- | ----------------- | -------- |
| 1995 | 19-24 september  | Scottish Masters             | Motherwell, Skottland    | Stephen Hendry    | Peter Ebdon       | 9-5      |
| 1995 | 30 sept - 7 okt  | Thailand Classic             | Bangkok, Thailand        | John Parrott      | Nigel Bond        | 9-6      |
| 1995 | 16-29 oktober    | Grand Prix                   | Bournemouth, England     | Stephen Hendry    | John Higgins      | 9-5      |
| 1995 | 30 okt - 5 nov   | Malta Grand Prix             | Marsascala, Malta        | Peter Ebdon       | John Higgins      | 7-4      |
| 1995 | 6-14 november    | Benson & Hedges Championship | Edinburgh, Skottland     | Matthew Stevens   | Paul McPhillips   | 9-3      |
| 1995 | 17 nov - 3 dec   | UK Championship              | Preston, England         | Stephen Hendry    | Peter Ebdon       | 10-3     |
| 1995 | 3-10 dec         | German Open                  | Frankfurt, Tyskland      | John Higgins      | Ken Doherty       | 9-3      |
| 1996 | 3-7 januari      | Charity Challenge            | Birmingham, England      | Ronnie O'Sullivan | John Higgins      | 9-6      |
| 1996 | 27 jan - 3 feb   | Welsh Open                   | Newport, Wales           | Mark Williams     | John Parrott      | 9-3      |
| 1996 | 4-11 februari    | Masters                      | London, England          | Stephen Hendry    | Ronnie O'Sullivan | 10-5     |
| 1996 | 17-24 februari   | International Open           | Swindon, England         | John Higgins      | Rod Lawler        | 9-3      |
| 1996 | 25 feb - 3 mars  | European Open                | Valletta, Malta          | John Parrott      | Peter Ebdon       | 9-7      |
| 1996 | 11-17 mars       | Thailand Open                | Bangkok, Thailand        | Alan McManus      | Ken Doherty       | 9-8      |
| 1996 | 26-31 mars       | Irish Masters                | Dublin, Irland           | Darren Morgan     | Steve Davis       | 9-8      |
| 1996 | 1-8 april        | British Open                 | Plymouth, England        | Nigel Bond        | John Higgins      | 9-8      |
| 1996 | 19 april - 5 maj | VM i snooker                 | Sheffield, England       | Stephen Hendry    | Peter Ebdon       | 18-12    |
| 1996 | 11-12 maj        | European League Slutspel     | Irthlingborough, England | Ken Doherty       | Steve Davis       | 10-5     |

## Världsranking
Se artikeln: Snookerns världsranking 1995/1996